# Zamlaka
Zamlaka is een plaats in de gemeente Trnovec Bartolovečki in de Kroatische provincie Varaždin. De plaats telt 440 inwoners (2001).